# Лодыгинская волость
Лодыгинская во́лость — волость в составе Каргопольского уезда Олонецкой губернии.

## Общие сведения
Волостное правление располагалось в селении Кустово.
В состав волости входили сельские общества, включающие 33 деревни:
- Большешальское общество
- Малошальское общество

На 1890 год численность населения волости составляла 2229 человек.
На 1905 год численность населения волости составляла  2519 человек. В волости насчитывалось 448 лошадей, 608 коров и 1163 головы прочего скота.
В ходе реформы административно-территориального деления СССР в 1927 году волость была упразднена. 
В настоящее время территория Лодыгинской волости относится в основном к Каргопольскому району Архангельской области.